# Love Is a Losing Game
„Love Is a Losing Game” este cel de-al cincilea disc single extras de pe Back to Black (2006), al doilea album de studio al cântăreței britanice Amy Winehouse.

## Clasamente
| Clasamentul  | Cea mai înaltă poziție |
| ------------ | ---------------------- |
| Regatul Unit | 33                     |
| Irlanda      | 33                     |